# Sel
Sel é uma comuna da Noruega, com 908 km² de área e 6 088 habitantes (censo de 2004).         